# Juan Usatorre
Juan Iván Usatorre Cánovas (Moscú, 25 de mayo de 1941 - Barcelona, 21 de enero de 1989) fue un futbolista hispano-soviético en la posición de defensa.

## Biografía
Hijo del teniente coronel Marcelino Usatorre tras la guerra civil española, Usatorre se formó en las categorías inferiores del MPS Moscú y en 1959, jugó un partido con el filial del Spartak de Moscú. En 1960, jugó con el equipo de la fábrica Kauchuk de Yaroslavl. Como parte de este equipo, con motivo del 950.º aniversario de Yaroslavl, ganó un torneo dedicado al aniversario de la ciudad. 
En 1961, fue invitado por Alexándr Zagretski al FC Jimik Mogilev, y al final de la temporada, junto con Vladímir Gremiakin, se trasladó al Dinamo de Minsk. Por sus grandes actuaciones, en 1966 disputó ocho partidos no oficiales con la selección de la Unión Soviética, aunque nunca llegó a debutar en partido oficial. Ese mismo año, Usatorre regresó a Moscú y, tras jugar un partido con el filial del Spartak, jugó en el Torpedo de Moscú. 
Entre 1967 y 1968, jugó en el Lokomotiv de su ciudad natal. En 1969, fichó por el Zvezda de Kirovgrado, pero debido al alcoholismo, abandonó el equipo al comienzo de la temporada. Terminó su carrera futbolística en 1970 con el equipo de la planta de Frezer. 
Usatorre se trasladó a España con su madre en 1983 y llegó a obtener la ciudadanía española, pero murió en Barcelona debido a un sarcoma en una de sus castigadas piernas.

## Clubes

### Jugador
| Club                 | País            | Periodo   | Liga PJ (G) |
| -------------------- | --------------- | --------- | ----------- |
| Spartak de Moscú     | Unión Soviética | 1959-1960 | 0 (0)       |
| Kauchuk Yaroslav     | Unión Soviética | 1960-1961 |             |
| FC Dnepr Mogilev     | Unión Soviética | 1961-1962 | 29 (0)      |
| FK Dinamo Minsk      | Unión Soviética | 1962-1965 | 108 (1)     |
| Spartak de Moscú     | Unión Soviética | 1966-1967 | 0 (0)       |
| FC Torpedo Moscú     | Unión Soviética | 1966-1967 | 12 (0)      |
| FC Lokomotiv Moscú   | Unión Soviética | 1967-1968 | 44 (0)      |
| FC Zvezda Kirovgrado | Unión Soviética | 1968-1969 | 2 (0)       |
| Frezer Moscú         | Unión Soviética | 1969-1970 |             |

## Palmarés
- Medalla de bronce del campeonato de la URSS (1963).[6]
- Número 2 en la lista de los 33 mejores futbolistas de la temporada (1965).[6]